# Guapas (telenovela)
Guapas es una telenovela argentina creada por Adrián Suar y producida por Pol-ka Producciones, emitida por Canal 13 desde el 17 de marzo de 2014 a las 23:00, hasta el 9 de enero de 2015. Protagonizada por Mercedes Morán, Carla Peterson, Florencia Bertotti, Isabel Macedo y Araceli González. Coprotagonizada por Rafael Ferro, Esteban Lamothe, Alberto Ajaka, Dan Breitman, Vivian El Jaber y Mercedes Scápola. Antagonizada por Natalie Pérez, Muriel Santa Ana, Valeria Lois y Esmeralda Mitre. También, contó con las actuaciones especiales de Dady Brieva y Mike Amigorena. Y la participación de Mauricio Dayub como actor invitado. Posteriormente, se sumaron Ines Estévez y Alfredo Casero.
La historia se centra en 5 mujeres de entre 30 y 50 años aproximadamente, quienes por medio del quiebre de un banco, se conocen y esto causará un cambio emocional, económico y afectivo en sus vidas. Las grabaciones comenzaron durante el mes de febrero de 2014.
Desde el lunes 28 de abril, Guapas cambia de horario, adelantándose una hora, a las 22:00, por la reincorporación de Showmatch a la pantalla de El Trece. El lunes 11 de agosto cambió nuevamente de horario y pasó a transmitirse desde las 21:00 tras la finalización de Mis amigos de siempre, semanas después acomodando el horario de máxima audiencia se fijó a las 21:15.

## Argumento
En la historia, Mónica (Mercedes Morán), Mey (Carla Peterson), Lorena (Florencia Bertotti), Laura (Isabel Macedo) y Andrea (Araceli González) se conocen cuando el banco en el que tenían sus finanzas cierra repentinamente y se queda con el dinero de todos los depósitos. Así, de un día para el otro, los sueños y proyectos de cada una se ven truncados.
Siete años después de ese fatídico día de 2007, las cinco se han hecho muy amigas; pero aún no han logrado reponerse de aquella pérdida y buscan afanosamente ordenarse económica y afectivamente. Hará falta un nuevo e inesperado camino en sus vidas para que puedan reflexionar en profundidad sobre sus historias personales. Algo así como una segunda oportunidad. La última para enamorarse, realizarse, armar una familia, seguir la vocación, sanar las heridas o, simplemente, vencer los miedos, esos que paralizan y no permiten avanzar. Después de todo, ellas no son perfectas, son guapas.

## Elenco
- Mercedes Morán como Mónica Duarte.
- Araceli González como Andrea Luna.
- Carla Peterson como María Emilia "Mey" García del Río.
- Florencia Bertotti como Lorena Patricia Giménez.
- Isabel Macedo como Laura Luna.
- Rafael Ferro como Francisco Laprida.
- Esteban Lamothe como Pablo González.
- Mauricio Dayub como Alejandro Rey.
- Alberto Ajaka como Rubén D'Onofrio.
- Mike Amigorena como Dr. Federico Müller.
- Dady Brieva como Mario "Tano" Manfredi.
- Inés Estévez como Silvia "Silvita" Torrese.
- Muriel Santa Ana como Reina "La reina del Chalet" Suárez.
- Natalie Pérez como Cinthia Miguens.
- Dan Breitman como Ignacio Lynch.
- Vivian El Jaber como Débora Spritz.
- Mercedes Scápola como Natalia Diez.
- Alfredo Casero como Oscar Falcón.
- Adrián Suar como Javier "Facha" Salvatierra.
- Andrea Bonelli como Federica Goldman.
- Fabiana Cantilo como Alejandra Rey.
- Julieta Zylberberg como Sol Rodríguez Alcorta.
- Carlos Belloso como Carlos Braverman.
- Nicolás Repetto como Leonardo Zavala.
- Alberto Fernández de Rosa como Coco Luna.
- Dalma Maradona como Verónica "Lavalle" Cuello.
- Ignacio Huang como Ricardo Wang.
- Federico Olivera como Ernesto.
- Marilú Marini como Amalia.
- Rafael Spregelburd como Mariano.
- Esmeralda Mitre como Dolores.
- Paula Kohan como Flavia.
- Iair Said como Roly.
- Melania Lenoir como Marina.
- Paloma Contreras como Ivana.
- Thelma Fardín como Jésica.
- Mirta Bogdasarián como Lucy.
- Juan Grandinetti como Hernán.
- Martín Sipicki como Peter.
- Fabián Arenillas como Augusto.
- Sandra Ballesteros como Gloria.'
- Constanza Espejo como Lorena.
- Héctor Díaz como Raúl.
- Mónica Gonzaga como Graciela.
- Malena Villa como Laura.
- César Bordón como Dr. Rinaudo
- Gaby Ferrero como Norma Patricia Pérez Vda. de Giménez
- Javier De Nevares como José Pablo García del Río.
- Fernando Morán como Fernando Laprida.
- Franco Bruzzone como Mateo Manfredi.
- Bruno Morán como Bruno Laprida.
- Sofía González Gil como Catalina Rey.
- Valeria Lois como Claudia Blanco.
- Gerardo Otero como Juan "Juancito" Cardales.
- Romina Sznaider como Romina Guerrero.
- Ramiro Vayo como Aldo Corsi.
- Natalia Figueiras como Paula Peirano.
- Débora Nishimoto como Paola Gallardo.
- María Villar como Sandra D'Onofrio.
- Martín Buzzo como Eduardo González.
- Verónica Pelaccini como Pamela Quintero.
- Silvina Bruggo como Antonella Mutti.
- Dalia Elnecave como Blanca.
- Federico Lama como Martín.
- Ezequiel Campa como Guillermo.
- Serrana Díaz como María.
- Lucía Maciel como Molly.
- María Ucedo como Silvina.
- Julián Calviño como Gonzalo.
- Esteban Menis como Javier.
- Roxana Randon como Estela.
- Judith Buchalter como Judith.
- Valeria Lorca como Guillermina.
- Dolores Ocampo como Vanina.
- Vanesa Maja como Elisa.
- Esteban Masturini como Marco.
- Florencia Tesouro como Ximena.
- Iván Steinhardt como Amilcar.
- Carlos Mena como Dr. Müller
- Constanza Espejo como Lorena

## Premios y nominaciones

### Premios Martín Fierro
| Año  | Categoría                                   | Nominados                               | Resultado | Ref.  |
| ---- | ------------------------------------------- | --------------------------------------- | --------- | ----- |
| 2015 | Martín Fierro de Oro                        | Guapas                                  | Ganador   | [ 4 ] |
| 2015 | Mejor ficción diaria                        | Guapas                                  | Ganador   | [ 4 ] |
| 2015 | Mejor actriz protagonista de ficción diaria | Araceli González                        | Nominada  | [ 4 ] |
| 2015 | Mejor actriz protagonista de ficción diaria | Carla Peterson                          | Ganadora  | [ 4 ] |
| 2015 | Mejor actriz protagonista de ficción diaria | Isabel Macedo                           | Nominada  | [ 4 ] |
| 2015 | Mejor actriz protagonista de ficción diaria | Mercedes Morán                          | Nominada  | [ 4 ] |
| 2015 | Mejor actor de reparto                      | Alberto Ajaka                           | Ganador   | [ 4 ] |
| 2015 | Mejor actriz de reparto                     | Julieta Zylberberg                      | Nominada  | [ 4 ] |
| 2015 | Revelación                                  | Dan Breitman                            | Ganador   | [ 4 ] |
| 2015 | Mejor director                              | Daniel Barone - Lucas Gil               | Ganador   | [ 4 ] |
| 2015 | Mejor Autor / Libretista                    | Leandro Calderone Carolina Aguirre      | Ganadores | [ 4 ] |
| 2015 | Mejor cortina musical                       | Guapas interpretada por Fabiana Cantilo | Ganador   | [ 4 ] |